# Бук, Штефан
Штефан Бук (нем. Stefan Buck; 3 сентября 1980, Бад-Заульгау, Баден-Вюртемберг) — немецкий футболист и тренер.

## Карьера
Штефан Бук начал играть в футбол в возрасте примерно 8-9 лет. Сначала он играл как нападающий, затем играл всё ближе и ближе к своим воротам, пока наконец не перешёл на свою нынешнюю позицию. Первым его клубом стал «Альтсхаузен». Затем он играл за детские команды клубов «Биберах» и «Равенсбург». В 1999 году он перешёл в «Заульгау».
Первым клубом в его карьере во «взрослом» футболе стал «Пфуллендорф», игравший в Оберлиге. Дебютировал за него Бук в 2001 году.
В сезоне 2004/2005 он играл в Регионаллиге за вторую команду «Баварии», забив 3 мяча в 32 играх.
Затем Бук перешёл в «Унтерхахинг», где с самого начала получил место в стартовом составе. Вскоре он записал там на свой счёт свой первый гол во Второй Бундеслиге, всего в своём первом сезоне в профессиональном футболе он забил 6 раз в 32 матчах. В сезоне 2006/07 он играл с капитанской повязкой и в опорной зоне. В течение сезона он забил 5 голов, включая дубль в матче против «Мюнхена 1860», закончившемся со счётом 5:1. Из-за травмы он выбил на большую часть второго круга, а «Унтерхахинг» вылетел по итогам сезона в Региональную лигу.
В феврале 2007 Бук подписал контракт с «Карлсруэ», рассчитанный до 30 июля 2010. С начала сезона 2007/08 он играл за клуб из Бадена в Бундеслиге. Повреждение пальца ноги отсрочило его дебют в высшей лиге до 12 тура, когда он вышел на поле в игре против «Дуйсбурга». 6 мая 2008 в закончившейся ничьей 1:1 встрече с «Энерги» из Котбуса защитник забил свой первый гол в Бундеслиге. 6 декабря 2008 он забил единственный мяч во встрече «Карлсруэ» с бременским «Вердером», принеся тем самым важную домашнюю победу баденскому клубу, до того момента не выигрывавшему на протяжении 9 недель.
31 августа 2009 о подписании защитника объявил «Аугсбург». Бук подписал с клубом из столицы Швабии контракт до 2011 года. Там он постоянно находился где-то между основным составом и скамейкой запасных и принял участие в переходных матчах за право подняться в Бундеслигу, которые, впрочем, были проиграны.
В июле 2010 Бук перешёл в «Мюнхен 1860». Он начал сезон как основной левый защитник и выходил в первой половине сезона всегда в стартовом составе, за исключением двух игр, где он отсутствовал из-за травм. Во второй половине сезона он переместился с левого края защиты в её центр. В первой половине сезона 2011/12 он принял участие в 13 матчах, в двух из которых был удалён с поля (один раз за вторую жёлтую карточку и ещё раз — напрямую).
Контракт Бука со «львами» истёк в конце сезона 11/12, и он на правах свободного агента перешёл во второй состав «Баварии».